# Ліхтенштейн на Олімпійських іграх
Ліхтенштейн бере участь в Олімпійських іграх з 1936 року. Його Національний олімпійський комітет було засновано 1935 року.
Спортсмени Ліхтенштейну вибороли 10 олімпійських медалей, усі в гірськолижному спорті.

## Медалісти
| Медаль | Спортсмен       | Ігри             | Вид спорту          | Дисципліна              |
| ------ | --------------- | ---------------- | ------------------- | ----------------------- |
| Бронза | Віллі Фроммельт | Інсбрук 1976     | гірськолижний спорт | слалом                  |
| Бронза | Ганні Венцель   | Інсбрук 1976     | гірськолижний спорт | слалом                  |
| Золото | Ганні Венцель   | Лейк-Плесід 1980 | гірськолижний спорт | гігантський слалом      |
| Золото | Ганні Венцель   | Лейк-Плесід 1980 | гірськолижний спорт | слалом                  |
| Срібло | Ганні Венцель   | Лейк-Плесід 1980 | гірськолижний спорт | швидкісний спуск        |
| Срібло | Андреас Венцель | Лейк-Плесід 1980 | гірськолижний спорт | гігантський слалом      |
| Бронза | Андреас Венцель | Сараєво 1984     | гірськолижний спорт | гігантський слалом      |
| Бронза | Урсула Концетт  | Сараєво 1984     | гірськолижний спорт | слалом                  |
| Бронза | Пауль Фроммельт | Калгарі 1988     | гірськолижний спорт | слалом                  |
| Бронза | Тіна Вайратер   | Пхьончхан 2018   | гірськолижний спорт | супергігантський слалом |

## Медалі на зимових Іграх
| Ігри                     | Золото          | Срібло          | Бронза          | Загалом         |
| Гарміш-Партенкірхен 1936 | 0               | 0               | 0               | 0               |
| Санкт-Моріц 1948         | 0               | 0               | 0               | 0               |
| Осло 1952                | не брали участі | не брали участі | не брали участі | не брали участі |
| Кортіна-д'Ампеццо 1956   | 0               | 0               | 0               | 0               |
| Скво-Веллі 1960          | 0               | 0               | 0               | 0               |
| Інсбрук 1964             | 0               | 0               | 0               | 0               |
| Гренобль 1968            | 0               | 0               | 0               | 0               |
| Саппоро 1972             | 0               | 0               | 0               | 0               |
| Інсбрук 1976             | 0               | 0               | 2               | 2               |
| Лейк-Плесід 1980         | 2               | 2               | 0               | 4               |
| Сараєво 1984             | 0               | 0               | 2               | 2               |
| Калгарі 1988             | 0               | 0               | 1               | 1               |
| Альбервіль 1992          | 0               | 0               | 0               | 0               |
| Ліллехаммер 1994         | 0               | 0               | 0               | 0               |
| Нагано 1998              | 0               | 0               | 0               | 0               |
| Солт-Лейк-Сіті 2002      | 0               | 0               | 0               | 0               |
| Турин 2006               | 0               | 0               | 0               | 0               |
| Ванкувер 2010            | 0               | 0               | 0               | 0               |
| Усього                   | 2               | 2               | 5               | 9               |